# Volovăț
Volovăț là một xã thuộc hạt Suceava, România. Dân số thời điểm năm 2002 là 7032 người.